# Mbemba Sylla
Mbemba Sylla (n. 14 iulie 1982, Conakry, Guineea) este un fotbalist care evoluează în prezent la PSIR Rembang. De-a lungul carierei a mai evoluat la Național București și la SC Vaslui.